# Гронінген (футбольний клуб)
Гронінген (нід. Football Club Groningen, нід. вимова: [ɛfˈseː ˈɣroːnɪŋə(n)]) — нідерландський футбольний клуб з однойменного міста. Виступає в Ередивізі, найвищому рівні нідерландського футболу. Домашні матчі проводить на стадіоні «Еуроборг», що здатний вмістити 22 550 осіб.

## Історія
Утворився 16 червня 1971 року як наступник клубу «ГВАВ», і зіграв свій перший сезон вже в Ередивізі, перш ніж у 1973—74 роках команда опустилася до Ерстедивізі через фінансові труднощі. «Гронінген» повернувся до Ередивізі як чемпіон другого дивізіону в сезоні 1979—80, і з того часу грає на найвищому рівні, окрім періоду з 1998 по 2000 роки.
«Гронінген» один раз виграв Кубок Нідерландів — у 2014—15 роках, а також став фіналістом у сезоні 1988—89. Найвище досягнення «Гронінгена» в чемпіонаті відбулося в 1990—91 роках, коли він посів третє місце. Перша участь клубу в європейських змаганнях відбулася в Кубку УЄФА сезону 1983—84; «Гронінген» переміг «Атлетіко Мадрид» за сумою двох матчів у першому раунді, але вилетів від міланського «Інтера» в наступному. Відомі гравців, які грали за клуб, включають Роналда Кумана, Ар'єна Роббена, Луїса Суареса та Вірджила ван Дейка.
Кольори домашньої форми «Гронінгена» засновані на гербі міста: зелений і білий. Клуб має прізвисько «Гордість півночі» (нід. Trots van het Noorden) і має суперництво з фризьким клубом «Геренвен», з яким він змагається в «Дербі півночі».

## Склад команди
Станом на 29 грудня 2024

| №  | Поз. | Нац.       | Гравець                  |
| -- | ---- | ---------- | ------------------------ |
| 1  | ВР   | Суринам    | Етьєн Вассен             |
| 2  | ЗХ   | Нідерланди | Воутер Прінс             |
| 3  | ЗХ   | Нідерланди | Теймен Блокзейл          |
| 4  | ПЗ   | Нідерланди | Джої Пелупессі           |
| 5  | ЗХ   | Німеччина  | Марко Ренте              |
| 6  | ПЗ   | Нідерланди | Стійє Ресінк             |
| 7  | ПЗ   | Кюрасао    | Леандро Бакуна (капітан) |
| 8  | ПЗ   | Норвегія   | Йоган Гове               |
| 9  | НП   | Ісландія   | Бріньольфюр Віллюмссон   |
| 10 | ПЗ   | Італія     | Лучано Валенте           |
| 11 | НП   | Франція    | Ноам Емеран              |
| 14 | ПЗ   | Нідерланди | Йорг Схредерс            |
| 18 | ПЗ   | Нідерланди | Тіка де Йонге            |

| №  | Поз. | Нац.       | Гравець         |
| -- | ---- | ---------- | --------------- |
| 21 | ВР   | Нідерланди | Гідде Юрхус     |
| 23 | НП   | Нідерланди | Фофін Турай     |
| 24 | ВР   | Нідерланди | Дірк Барон      |
| 25 | ПЗ   | Нідерланди | Тейс Остінг     |
| 26 | НП   | Нідерланди | Том ван Берген  |
| 27 | НП   | Португалія | Руі Мендеш      |
| 29 | НП   | Нідерланди | Романо Постема  |
| 31 | ВР   | Нідерланди | Яспер Мейстер   |
| 36 | ЗХ   | Нідерланди | Максім Маріані  |
| 43 | ЗХ   | Бельгія    | Марвін Пеерсман |
| 67 | ЗХ   | Нідерланди | Свен Буланд     |
|    | НП   | Нідерланди | Кевін ван Веен  |

## Досягнення
- Ередивізі:
  -  Третє місце (1): 1990/91
- Еерсте-Дивізі:
  -  Чемпіон (1): 1979/80
  -  Друге місце (1): 1998/99
- Кубок Нідерландів:
  -  Володар (1): 2014/15
  -  Фіналіст (1): 1989
- Суперкубок Нідерландів:
  -  Фіналіст (1): 2015

## Виступи в єврокубках
| Сезон   | Змагання               | Раунд    | Країна                                         | Клуб              | Результат          |
| ------- | ---------------------- | -------- | ---------------------------------------------- | ----------------- | ------------------ |
| 1983–84 | Кубок УЄФА             | Р1       | Іспанія                                        | Атлетіко Мадрид   | 1–2, 3–0*          |
| 1983–84 | Кубок УЄФА             | Р2       | Італія                                         | Інтернаціонале    | 2–0*, 1–5          |
| 1986–87 | Кубок УЄФА             | Р1       | Ірландія                                       | Голвей Юнайтед    | 5–1*, 3–1          |
| 1986–87 | Кубок УЄФА             | Р2       | Швейцарія                                      | Ксамакс           | 0–0*, 1–1          |
| 1986–87 | Кубок УЄФА             | 1/8      | Португалія                                     | Віторія Гімарайнш | 1–0*, 0–3          |
| 1988–89 | Кубок УЄФА             | Р1       | Іспанія                                        | Атлетіко Мадрид   | 1–0*, 1–2          |
| 1988–89 | Кубок УЄФА             | Р2       | Швейцарія                                      | Серветт           | 2–0*, 1–1          |
| 1988–89 | Кубок УЄФА             | 1/8      | Німеччина                                      | Штутгарт          | 1–3*, 0–2          |
| 1989–90 | Кубок володарів кубків | Р1       | Данія                                          | Ікаст             | 1–0*, 2–1          |
| 1989–90 | Кубок володарів кубків | 1/8      | Соціалістична Федеративна Республіка Югославія | Партизан          | 4–3*, 1–3          |
| 1991–92 | Кубок УЄФА             | Р1       | Німеччина                                      | Рот-Вайс Ерфурт   | 0–1*, 0–1          |
| 1992–93 | Кубок УЄФА             | Р1       | Угорщина                                       | Вац ФК-Самсунг    | 0–1, 1–1*          |
| 1995    | Кубок Інтертото        | Група 9  | Чехословаччина                                 | Боби Брно Унистав | 2–1                |
| 1995    | Кубок Інтертото        | Група 9  | Болгарія                                       | Етир-1924         | 3–0*               |
| 1995    | Кубок Інтертото        | Група 9  | Бельгія                                        | Беверен           | 2–2                |
| 1995    | Кубок Інтертото        | Група 9  | Румунія                                        | Чахлеул           | 0–0*               |
| 1996    | Кубок Інтертото        | Група 10 | Туреччина                                      | Газіантепспор     | 1–1*               |
| 1996    | Кубок Інтертото        | Група 10 | Естонія                                        | Транс Нарва       | 4–1                |
| 1996    | Кубок Інтертото        | Група 10 | Угорщина                                       | Вашаш             | 1–1*               |
| 1996    | Кубок Інтертото        | Група 10 | Бельгія                                        | Льєрс             | 1–2                |
| 1997    | Кубок Інтертото        | Група 10 | Соціалістична Федеративна Республіка Югославія | Чукарички         | 1–0*               |
| 1997    | Кубок Інтертото        | Група 10 | Болгарія                                       | Спартак Варна     | 2–0                |
| 1997    | Кубок Інтертото        | Група 10 | Румунія                                        | Глорія Бистриця   | 4–1*               |
| 1997    | Кубок Інтертото        | Група 10 | Франція                                        | Монпельє          | 0–3                |
| 2006–07 | Кубок УЄФА             | Р1       | Сербія                                         | Партизан          | 2–4, 1–0*          |
| 2007–08 | Кубок УЄФА             | Р1       | Італія                                         | Фіорентіна        | 1–1*, 1–1 (п. 3–4) |
| 2014–15 | Ліга Європи            | КР2      | Шотландія                                      | Абердин           | 0–0, 1–2*          |
| 2015–16 | Ліга Європи            | Група F  | Португалія                                     | Брага             | 0–1, 0–0           |
| 2015–16 | Ліга Європи            | Група F  | Чехія                                          | Слован Ліберець   | 1–1, 0–1           |
| 2015–16 | Ліга Європи            | Група F  | Франція                                        | Марсель           | 0–3, 1–2           |